# 国際秘密警察シリーズ
『国際秘密警察シリーズ（こくさいひみつけいさつシリーズ）は、1963年から1967年にかけて東宝が製作したアクション映画。全5作が製作された。主演はいずれも三橋達也。

## 概要
本作の制作された1963年は、スパイ映画『007 ドクター・ノオ』（テレンス・ヤング監督）が公開されヒットした年であり、この『007』の人気を受けて、東宝によってごく短期間で企画・製作された。「世界で最も早く『007』の影響を受けて製作された映画」と言われている。
三橋が演じる「和製ジェームズ・ボンド」そのままの国際秘密警察諜報部員・北見次郎が、国際的な悪の組織を壊滅させるのが基本ストーリー。窮地を脱するために使用される奇抜なアイテムや、三橋の巧みな銃さばきが見所。
第1作『指令第八号』、第2作『虎の牙』は、シリアスなムードが漂う純粋なスパイアクション映画として制作されたが、関沢新一脚本・坪島孝監督による第3作『火薬の樽』以降からは、お色気の要素が加わって北見が女性にだらしなくなったり、非現実的な敵キャラクターの登場、コメディタッチの要素も盛り込まれるなど、『007』シリーズにより近い、軽妙な娯楽作品に仕上がっている。
「サンセット77」で日本でも人気があったロジャー・スミスを呼んで、三橋との日米ふたり組主演で１時間のテレビシリーズが企画された。その企画は立ち消えとなったが、パイロット・エピソード用に都筑道夫が書いた「キリング・ボトル」を劇場版に流用し、関沢新一が書き直したのが第5作『絶体絶命』である。

## 作品

### 国際秘密警察 指令第8号
シリーズ第1作・1963年8月31日公開（東宝製作・配給）
- あらすじ
  - 南ベトナム・サイゴンで政府要人が殺され、政府要人と接触していた日本の商社社員・秋元が消息を絶った。この件に死の商人・ケントが絡んでいるとして、パリの国際秘密警察本部から北見次郎が日本へと派遣された。北見は、秋元の同僚である江崎と共に、ケント一味の暗躍を打破すべく立ち上がる。
- スタッフ
  - 製作：田中友幸、三輪礼二
  - 監督：杉江敏男
  - 脚本：小川英、間藤守之
  - 音楽：神津善行
- キャスト
  - 北見次郎：三橋達也
  - 江崎夏雄：佐藤允
  - 来宮冴子：水野久美
  - ケント：ジェリー伊藤
  - 秋元：夏木陽介
  - 美恵：若林映子
  - 灰谷：河津清三郎
  - 安西：児玉清
  - ビンホア：中村哲
  - 野々崎：浜村純
  - 手島：伊藤久哉
  - 周：天本英世
  - 辰巳：大木正司
  - クエン：ヘンリー大川
- 併映
  - 『丼池』（宝塚映画作品。原作：菊田一夫、監督：久松静児、主演：司葉子）

### 国際秘密警察 虎の牙
シリーズ第2作・1964年2月14日公開（東宝製作・配給）
- あらすじ
  - アラバンダ共和国の産業省次官・クリマがアラバンダのダム建設資材購入のため、日本へとやってきた。セールスマンと称しクリマと接見した北見は、彼のボディガードを務める。しかし、ダム工事とは関係のない工業用ボンべを大量に買い付けられたことを知った北見は、クリマが彼女の秘書・梨江の父親を密かに監禁し、脅迫して毒ガスを作らせていることを察知する。クリマはその毒ガスをボンベに詰めてアラバンダに送り、内乱を起こそうと企んでいた。その頃クリマも、北見の素性を密かに調査し、彼が国際秘密警察員であることを知る。
- スタッフ
  - 製作：田中友幸、森田信
  - 監督：福田純
  - 脚本：安藤日出男
  - 音楽：石井歓
- キャスト
  - 北見次郎：三橋達也
  - 明石梨江：白川由美
  - クリマ：中丸忠雄
  - サバト：黒部進
  - 松下令子：水野久美
  - 佐久間：久保明
  - 明石（梨江の父）：藤田進
  - ズンバ大佐：大木正司
  - ガジャル：伊吹徹
  - 大牟田：中村哲
  - 赤木：草川直也
  - 須藤：伊藤久哉
  - ベランコ：ハンス・ホルネフ
  - その手下：桐野洋雄、若松明
  - 武田：佐田豊
  - 隣家の主婦：千石規子
  - 修理工：広瀬正一
- 併映
  - 『ミスター・ジャイアンツ 勝利の旗』（東京映画作品、監督：佐伯幸三、主演：長島茂雄）

### 国際秘密警察 火薬の樽
シリーズ第3作・1964年12月9日公開（東宝製作・配給）
- あらすじ
  - 核爆弾の遠隔操作を研究している龍野博士が、何者かに誘拐された。早速捜査に乗り出した北見と警視庁の柳生警部は、ナチ思想を絶対視する極右の黒幕・黒木が率いる世界統一同盟の犯行であることをつかむ。北見は世界統一同盟の秘密基地をつきとめ潜入するも捕らえられてしまう。そして、世界統一同盟は地球上のあらゆる核を爆発させることができるゼーター線遠隔操縦装置の設計図を手に入れて装置を完成させ、手始めの実験として夢の超特急の遠隔爆破を計画する。
- スタッフ
  - 製作：田中友幸、武中孝一
  - 監督：坪島孝
  - 脚本：関沢新一
  - 音楽：広瀬健次郎
- キャスト
  - 北見次郎：三橋達也
  - 柳生警部：佐藤允
  - 龍野華代：星由里子
  - 龍野博士（華代の父）：田崎潤
  - 宮地（龍野の秘書）：二瓶正也
  - 羽田でとれた娘：若林映子
  - 黒木隼人：松本染升
  - 郷田桜男：中丸忠雄
  - 6号：水野久美
  - 8号：桐野洋雄
  - 14号：草川直也
  - 11号：大木正司
  - 5号：伊吹徹
  - ワーゲン博士：ハロルド・コンウェイ
- 併映
  - 『団地七つの大罪』（宝塚映画作品、原作：塩田丸男、監督：千葉泰樹・筧正典）

### 国際秘密警察 鍵の鍵
シリーズ第4作・1965年10月23日公開（東宝製作・配給）
- あらすじ
  - トンワン国に潜入していた北見は、同国の情報長官・スリタイから、ミーチン・白蘭と共にトンワンの反政府ゲリラ「闇」を率いるゲゲンから、彼らが隠し持つ大量の資金を奪ってほしいと依頼された。横浜の洋上に船を浮かべ、そこで違法賭博や売春で資金を稼ぐゲゲン一味を追って日本にやってきた3人は、ゲゲンに横浜の縄張りを荒らされて頭に血がのぼっていたギャング・蔡と共闘してゲゲンの資金を奪うべく、変装して彼らの船に乗込む。しかし、船の中の金庫には現金はなく、暗号らしき文の書かれた紙が一枚入っているだけだった。
- スタッフ
  - 製作：田中友幸、森田信
  - 監督：谷口千吉
  - 脚本：安藤日出男
  - 音楽：別宮貞雄
- キャスト
  - 北見次郎：三橋達也
  - ミーチン（トンワン国女スパイ）：浜美枝
  - 白蘭（金庫破りの囚人）：若林映子
  - 蔡何青（ギャングのボス）：黒部進
  - 沼口（蔡の手下）：天本英世
  - 稲川（蔡の手下）：堺左千夫
  - ゲゲン（反政府ゲリラ「闇」の首領）：中丸忠雄
  - カペナム（ゲゲンの手下）：春日章良
  - ドルド（ゲゲンの手下）：大木正司
  - スリタイ（トンワン国情報長官）：中村哲
  - チョオ（トンワン国軍将校）：桐野洋雄
  - 葉子（コールガール）：北あけみ
  - 踊る青年：安岡力也
  - カジノの客：オスマン・ユセフ
- 併映
  - 『悪の階段』（原作：南条範夫、監督：鈴木英夫、主演：山﨑努）

### 国際秘密警察 絶体絶命
シリーズ第5作・1967年2月11日公開（宝塚映画製作・東宝配給）
- あらすじ
  - ブッダバル国首相の暗殺計画を調査していた国際秘密警察員・島田が香港で謎の死を遂げた。北見は、国際秘密警察本部から派遣されてきたジョンと共に、来日するブッダバル国首相を守るべく、捜査を開始。そして、何者からか首相暗殺を請け負った国際的暗殺集団ZZZのプロフェッショナル・ハヤタやアキコらも香港から来日し、様々な手で次々と首相や北見・ジョンらに襲い掛かる。
- スタッフ
  - 製作：田中友幸、武中孝一
  - 監督：谷口千吉
  - 原作：都筑道夫
  - 脚本：関沢新一
  - 音楽：別宮貞雄
- キャスト
  - 北見次郎：三橋達也
  - ジョン・カーター（国際秘密警察員）：ニック・アダムス (声：矢島正明)
  - 女の子：水野久美
  - ハヤタ（ZZZ）：佐藤允
  - アヤコ（ZZZ）：真理アンヌ
  - ブッダバル国首相：田崎潤
  - ルベーサ将軍（首相の側近）：土屋嘉男
  - トルコ帽の男（首相の側近）：平田昭彦
  - ZZZ香港支部長：中村哲
  - 国際秘密警察日本支部所長：北竜二
  - 島田（国際秘密警察員）：堺左千夫
  - 殺し屋（ZZZ）：天本英世、大木正司、河上一夫
  - ライフルの男：長谷川龍男
  - イベントの役者：横山ヤスシ、西川キヨシ
- 併映
  - 『落語野郎 大爆笑』（監督：杉江敏男、主演：三遊亭歌奴）

## ビデオソフト化
- 1980年代初頭に全5作品のテレビサイズのビデオソフト（VHS・β・U規格）が、東宝ビデオから主に業務用途向けにリリースされた[2]。
- 1990年代に「国際秘密警察 虎の牙」および「国際秘密警察 火薬の樽」のVHSがキネマ倶楽部「日本の映画おもしろ文庫」レーベルから発売された。
- 2018年現在DVD化・BD化は行われていない。
- 2022年8月17日に、東宝よりシリーズ全５作が東宝DVD名作セレクションとして発売される事が発表された。 各作品共、音声①日本語モノラル（オリジナル）／シネスコサイズ／片面1層／  映像特典：予告編／ギャラリー（静止画）が収録される予定

## 『What's Up, Tiger Lily?』
『What's Up, Tiger Lily?』（『どうしたんだいタイガーリリー？』）は、1966年のアメリカ映画。
東宝の『国際秘密警察シリーズ』3作目『火薬の樽』と4作目『鍵の鍵』を、アメリカの映画監督ウディ・アレンが台詞を全て差し替え、さらに撮り下ろしの場面を加えて、換骨奪胎したギャグ映画として1本に再編集したものである。追加撮影はニューヨークとハリウッドのアライド・アーティスツ・ピクチャーズ・コーポレーションのスタジオで行われた。ハリウッドて撮影されたシーンの監督は編集技師のリチャード・クラウンが担当している。
ヘンリー・G・サパースタインが日本を訪れた際、東宝から『鍵の鍵』を見せられ、権利を取得したことが制作のきっかけとなっている。サパースタインは本心では権利を買いたくなかったが、東宝との関係を維持する為、仕方なく購入したと語っており、「人生最大の過ちであった」と述べている。サパースタインはアメリカの観客に受け入れられないと判断し、ギャグ映画として映画を作り直すことを決め、レニー・ブルースに相談し、ウディ・アレンを紹介されたとされる。
ポストプロダクション段階で映画の上映時間が上映規定である85分に達しておらず、ラストシーンの追加撮影が行われたが、ウディ・アレンの声は録音環境が悪かったため、リチャード・クラウンが吹き替えている。
三橋達也は「フィル・モスコウィッツ」、若林映子は「スキ・ヤキ」、浜美枝は「テリ・ヤキ」、中丸忠雄は「シェファード・ウォン」、黒部進は「ウィン・ファット」という名に変えられている。
ステレオタイプなアジア人風俗を笑いどころとし、当時の『007シリーズ』に代表されるスパイ映画の周到なパロディとなっている。
内容もフィル演じる国際スパイが、某国で盗まれた「世界最高のエッグサラダの調理法」を取り戻すという滅茶苦茶なものであるが、パロディとはいえ、ウディ・アレンの実質的な最初の監督作品であり、現在でもアメリカの映画評論家等の間では評価が高い。しかしウディ自身はこの作品に触れることを極端に避けていると言われる。ウディはユナイテッド・プロダクションズ・オブ・アメリカに対し、利益の配分を求めて訴訟も起こしている。
ウディはまた翌年には本国で『007』のパロディ映画『007 カジノロワイヤル』に出演している。
2000年に本作品の著作権はベネディクト・プロから権利を継承したユナイテッド・プロダクションズ・オブ・アメリカによって東宝に譲渡された。
海外ではDVDも発売されているが、日本では日の目を見ていない。